# Завод хімії хлору в Форнаці
Завод хімії хлору в Форнаці – підприємство хімічної промисловості, яке працює на північному заході Алжиру за півсотні кілометрів на схід від Орану.
Завод, який ввели в дію у 2012-му, спорудили на замовлення саудівської групи Adwan. Його річна потужність становила 70 тисяч тон соляної кислоти, 50 тисяч тон каустичної соди, 42 тисячі тон гіпохлориту натрію, 16,5 тисяч тон рідкого хлору та 29,7 тисяч тон хлориду заліза. Крім того, в першій половині 2020-х стала до ладу ліня хлориду кальцію потужністю 20 тисяч тон на рік.